# جيم ميتشيل (لاعب كرة قدم أسترالية)
جيم ميتشيل (بالإنجليزية: Jim Mitchell)‏ هو لاعب كرة قدم أسترالية أسترالي، ولد في 26 نوفمبر 1920، وتوفي في 14 أكتوبر 1996.

## وصلات خارجية
- جيم ميتشيل على موقع AustralianFootball.com (الإنجليزية)
- جيم ميتشيل على موقع AFLtables.com (الإنجليزية)